# Hypotrachyna terricola
Hypotrachyna terricola är en lavart som beskrevs av Elix. Hypotrachyna terricola ingår i släktet Hypotrachyna och familjen Parmeliaceae.   Inga underarter finns listade i Catalogue of Life.